# Samuli Mansikka
Samuli Mansikka (Helsinki, 28 de julio de 1978 – Annapurna, Nepal, 24 de marzo de 2015), fue un montañero finlandés. Fue presidente del Club Alpino Finlandés y miembro de The Explorers Club. Fue conocido por conseguir ascender casi todos los 14 Ochomiles del mundo, muchos de ellos en solitario y sin oxígeno. Murió al caer en el descenso del Annapurna, su décimo ochomil.

## Record de Ocho miles
Mansikka consiguió la cima de diez de los catorce 8 miles del mundo. Todos ellos, con la excepción del Everest y Lhotse, los completó sin oxígeno. También consiguió llegar a la cima de la undécima, Shishapangma, pero debido a la poca visibilidad no se puede estar seguro de si había llegado a la Cumbre Principal o a la Cumbre Central ligeramente inferior.
- 2006. Cho Oyu, Tíbet. Ruta normal sin oxígeno.
- 2008. Lhotse, Nepal. Normal route. Summit.
- 2008. Cho Oyu, Tíbet. Ruta normal sin oxígeno.
- 2009. Everest, Nepal. Cara sureste. Summit.
- 2009. Lhotse, Nepal. Ruta normal. Alcanzado los 7950 m.
- 2009. Manaslu, Nepal. Ruta normal sin oxígeno.
- 2010. Gasherbrum II, Pakistán. Ruta normal sin oxígeno.
- 2011. Dhaulagiri, Nepal. Ruta normal sin oxígeno.
- 2012. Shishapangma, Tíbet. Ruta Iñaki Ochoa sin oxígeno. Alcanzado el 8000m.
- 2013. Makalu, Nepal. Cara Noroeste sin oxígeno.
- 2014. Kangchenjunga, Nepal. Cara suroeste sin oxígeno.
- 2014. K2, Pakistán. Ruta normal sin oxígeno.
- 2015. Annapurna, Nepal. Ruta francesa sin oxígeno.[5]

## Muerte en el Annapurna
Según Dreamers Destination, un operador nepalí que estaba ubicado para sus servicios de campamento base, Mansikka llegó a la cumbre del Annapurna a las 2:45 pm del 24 de marzo de 2015, junto con seis sherpas y seis clientes de pago del equipo de Dreamers Destination. Lo que pasó después siguen sin estar del todo aclarados, pero Mansikka y Pemba Sherpa bajaban con el resto del grupo pero de alguna manera se separaron de ellos. No volvieron a verlos hasta que sus cuerpos fueron vistos por otros miembros del grupo cerca de los 6.700 metros. Al parecer, cayeron producto de una caída.
Debido a que cayeron los dos montañeros, se especula que iban atados. De todas maneras, la revista finlandesa, Retki, más tarde afirmó que este no era el caso. Un artículo unos días después de su muerte declaró que Mansikka había instado a los otros escaladores cuando consideraron volver atrás lejos de la cumbre. Continuó diciendo que Mansikka había comenzado su descenso solo, pero que Pemba Sherpa más tarde lo alcanzó.
El 28 de marzo el amigo de Mansikka y también montañero Phil Crampton organizó una misión de rescate para intentar recuperar los cuerpos utilizando un helicóptero, pero tuvo que ser abortado debido a la dificultad y peligrosidad del rescate. Los dos cuerpos permaneces en el sitio donde cayeron.